# Villaamil (V)
El Villaamil fue un destructor de la Armada Española. Al igual que los tres acorazados de clase España, los tres destructores de clase Bustamante a la que pertenecía fueron construidos como fruto del plan Ferrandiz, ley de 7 de enero de 1908 (D.O. n.º 5, de 8-1-1908), que preveía un determinado número de unidades en España, con el fin de acortar el abismo tecnológico existente con el resto de las potencias europeas. Recibió su nombre en memoria de capitán de navío y diseñador naval Fernando Villaamil, fallecido durante la batalla naval de Santiago de Cuba.

## Historial
Durante la Primera Guerra Mundial, participó en misiones de vigilancia y patrulla de las costas españolas.

### Buques de la clase
- Bustamante
- Cardasó

### Listas relacionadas
- Anexo:Destructores de España